# Религия в Нигерии

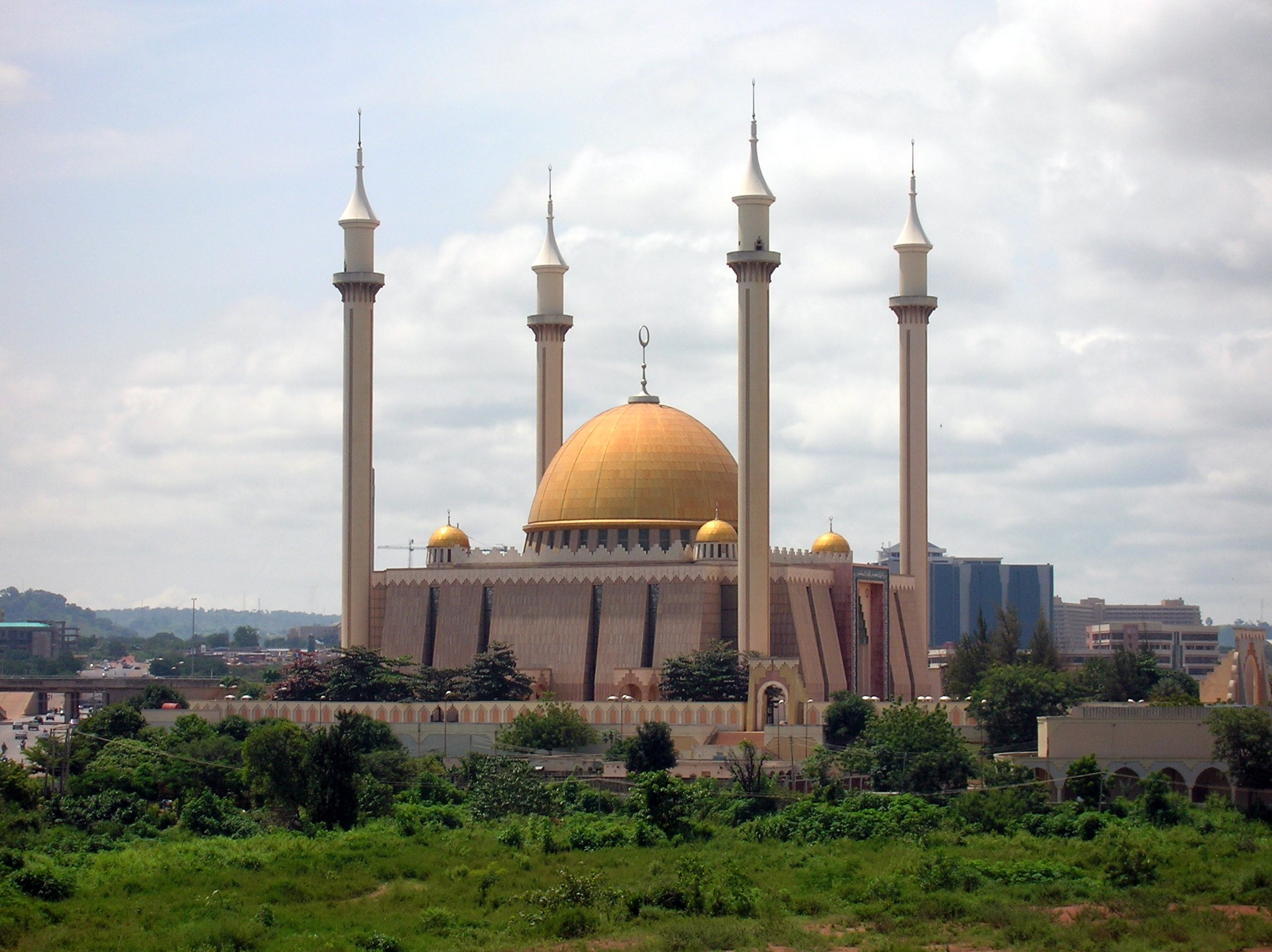
Национальная мечеть Абуджа

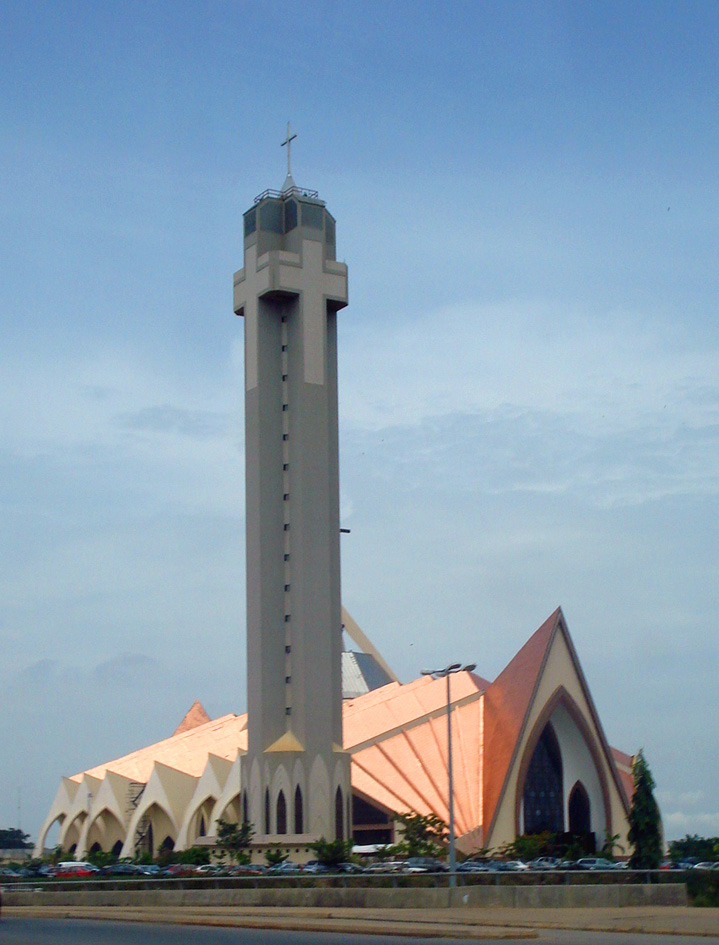
Национальная церковь Нигерии, Абуджа

В Нигерии есть две господствующие религии. Ислам доминирует на севере страны, также распространён в юго-западной её части, среди народа йоруба. Протестантизм и местное синкретическое христианство тоже распространены среди йоруба, в то время как католицизм преобладает у народа игбо. Протестантизм и католицизм исповедуют народы: ибибио, аннанг и эфик. 

## История
Перепись населения 1963 года показала, что 26 процентов нигерийцев являются мусульманами, 62 процента христианами и 14 процентов исповедовали традиционные верования. 

### Статистика на 2009 год
| Религия      | Год переписи | Количество верующих | Процент от общего числа населения |
| ------------ | ------------ | ------------------- | --------------------------------- |
| Ислам        | 2009         | 78 056 000          | 50.4 %                            |
| Христианство | 2009         | 76 281 000          | 48.2 %                            |
| Прочие       | 2009         | неизвестно          | 1.4 %                             |

## Христианство
Примерно половина населения Нигерии являются христианами. По данным исследовательского центра Pew Research Center в 2010 году в стране насчитывалось 80,5 млн христиан, которые составляли 50,8% населения. За последние 40 лет численность и доля христиан выросли; в 1970 году в стране было лишь 22,7 млн христиан (или 42% населения).
Самыми крупными христианскими конфессиями являются англикане (20 млн), католики (20 млн) и пятидесятники (18,2 млн).